# Lepthyphantes furcillifer
Lepthyphantes furcillifer là một loài nhện trong họ Linyphiidae.
Loài này thuộc chi Lepthyphantes. Lepthyphantes furcillifer được Ralph Vary Chamberlin & Wilton Ivie miêu tả năm 1933.